# Izrael na Zimowych Igrzyskach Olimpijskich 2014
Izrael na Zimowych Igrzyskach Olimpijskich 2014 reprezentowało 5 zawodników. Listę zawodników izraelskich przedstawiono 26 listopada 2013 roku.
Był to 6. start reprezentacji Izraela na zimowych igrzyskach olimpijskich.

## Skład kadry

### Łyżwiarstwo figurowe
Mężczyźni
- Alexei Bychenko

Para
- Andrea Davidovich i Jewgieni Krasnopolski

| Konkurencja   | Zawodnicy                               | PK/TOr | PK/TOr  | PD/TD  | PD/TD   | Suma   | Suma    |
| Konkurencja   | Zawodnicy                               | Punkty | Miejsce | Punkty | Miejsce | Punkty | Miejsce |
| ------------- | --------------------------------------- | ------ | ------- | ------ | ------- | ------ | ------- |
| Soliści       | Alexei Bychenko                         | 62.44  | 22.     | 114.62 | 21.     | 177.06 | 21.     |
| Pary sportowe | Andrea Davidovich Jewgieni Krasnopolski | 53.38  | 15.     | 94.25  | 15.     | 147.73 | 15.     |

### Narciarstwo alpejskie
Mężczyźni
- Virgile Vandeput

| Konkurencja   | Zawodnik         | Zjazd 1. | Zjazd 1. | Zjazd 2. | Zjazd 2. | Suma | Miejsce |
| Konkurencja   | Zawodnik         | Czas     | Miejsce  | Czas     | Miejsce  | Suma | Miejsce |
| ------------- | ---------------- | -------- | -------- | -------- | -------- | ---- | ------- |
| Slalom gigant | Virgile Vandeput | DNS      | DNS      | DNS      | DNS      | DNS  | DNS     |
| Slalom        | Virgile Vandeput | DNS      | DNS      | DNS      | DNS      | DNS  | DNS     |

### Short track
- Wladislaw Bykanow

| Zawodnik          | Konkurencja | Bieg     | Bieg    | Ćwierćfinał | Ćwierćfinał | Półfinał | Półfinał | Finał | Finał   |
| Zawodnik          | Konkurencja | Czas     | Miejsce | Czas        | Miejsce     | Czas     | Miejsce  | Czas  | Miejsce |
| ----------------- | ----------- | -------- | ------- | ----------- | ----------- | -------- | -------- | ----- | ------- |
| Wladislaw Bykanow | 500 m       | 41.769   | 3.      | NQ          | NQ          | NQ       | NQ       | NQ    | 19.     |
| Wladislaw Bykanow | 1000 m      | 1:27.796 | 3.      | NQ          | NQ          | NQ       | NQ       | NQ    | 24.     |
| Wladislaw Bykanow | 1500 m      | 2:21.163 | 4.      | —           | —           | NQ       | NQ       | NQ    | 25.     |